# 結城康博
結城 康博（ゆうき やすひろ、1969年9月17日 - ）は、日本の社会福祉学者。淑徳大学教授。
博士（政治学）、修士（経済学）、学士（社会福祉学）。社会福祉士、介護福祉士、介護支援専門員。2022年3月、保育士資格取得（国家試験）。
専攻は社会保障論、社会福祉学。社会保障審議会介護保険部会委員（2010年5月31日 - 2012年5月31日、再任2013年1月21日 - 2015年1月20日）。

## 経歴
北海道虻田郡洞爺湖町で生まれた後、幼少期は札幌市（もみじ台団地）に居住し、当別町へ転居（当別町立西当別小学校入学）。小学2年生の時に父親の転勤で栃木県宇都宮市へ転居、宇都宮市立御幸ヶ原小学校へ転校し卒業。宇都宮市立鬼怒中学校を卒業後、神奈川県へ転居し、サレジオ学院高等学校を卒業。淑徳大学社会福祉学部卒業。法政大学大学院社会科学研究科修士課程（経済学専攻）修了、法政大学大学院社会科学研究科博士課程（政治学専攻）修了。現在は淑徳大学教授。
大学卒業後、暫くフリーターを経験した後（交通警備の警備員）、栃木県立野沢養護学校（現・栃木県立のざわ特別支援学校）で産休補助教員となり1年弱教壇に立つ（幼・小・中高教員免許状有資格：社会科）。その後、東京都特別区の公務員試験に合格（福祉職）。北区立障害者福祉センター（デイサービス）で、介護関連の職に従事。その後、新宿区役所に人事異動して児童家庭課（児童館・学童保育担当）、在宅介護支援センター・地域包括支援センターで勤務後（ケアマネジャー）、研究者へ転職。転職後も2年間は非常勤ケアマネジャーとして民間居宅介護支援事業所で介護業従事経験を積んだのち、2009年からは研究に専念。
法政大学の大学院に通学し修士（経済学）、博士（政治学）の学位を取得。宗教はカトリック教徒である。

## 著書
- 『介護－自分で選ぶ視点』（岩波新書）
- 『福祉社会における医療と政治』（本の泉社）
- 『在宅介護―現場から検証―』（岩波新書）
- 『医療の値段―診療報酬と政治』（岩波新書）
- 『介護の値段―老後生き抜くコスト』（毎日新聞社）
- 『入門介護』（ちくま新書）
- 『高齢者は暮らしていけない』（岩波書店）
- 『日本の介護システム』（岩波書店）
- 『介護と看取り』（毎日新聞社）※平野・結城共著
- 『孤独死を防ぐ』（ミネルヴァ書房）※中沢・結城編著
- 『孤独死のリアル』（講談社現代新書)
- 『介護職がいなくなる』（岩波ブックレット）
- 『社会福祉原論～人口減少社会を見据えて』（淑徳大学長谷川仏教文化研究所）
- 『介護人材が集まる職場づくり:現場リーダーだからこそできる組織改革』（編著）（ミネルヴァ書房）

## 主な出演番組
- モーニングショー（テレビ朝日）
- ひるおび!（TBS）
- あさイチ（NHK）
- みのもんたの朝ズバッ!（TBS）
- がっちりアカデミー!!（TBS）
- クローズアップ現代（NHK総合）